# منتخب أوغندا للكريكت
منتخب أوغندا الوطني للكريكت (بالإنجليزية: Uganda national cricket team) هو ممثل أوغندا الرسمي في المنافسات الدولية في الكريكت .
يتم تنظيم الفريق من قبل رابطة الكريكيت الأوغندية، والتي كانت عضوًا مشاركًا في مجلس الكريكيت الدولي منذ عام 1998، وهو أيضًا عضو في الاتحاد الأفريقي للكريكيت .

## تاريخ
أرسلت أوغندا فريقًا دوليًا لأول مرة في وقت مبكر من عام 1914 ضد محمية شرق إفريقيا، لكنها بدأت المنافسة بانتظام فقط من أوائل الخمسينيات من القرن الماضي، ولعبت سلسلة متتالية ضد المنافسين الإقليميين كينيا وتنزانيا .